# Federazione calcistica di Bermuda
La federazione calcistica di Bermuda, ufficialmente Bermuda Football Association, fondata nel 1928, è il massimo organo amministrativo del calcio a Bermuda. Affiliata alla FIFA e alla CONCACAF dal 1962, essa è responsabile della gestione del campionato di calcio e della nazionale di calcio dell'arcipelago.